# Dubai Internet City
Dubai Internet City, förkortat DIC, är en stadsdel i Dubai, Förenade Arabemiraten och är ett av de nyetablerade industriområden  som ligger i stadens sydvästra utkant cirka 25 kilometer från centrum. Dubai Internet City är en ekonomisk frizon som gränsar till stadsdelarna Al Sufouh i norr och Dubai Media City i sydväst samt Sheikh Zayed-vägen (E11, Sheikh Zayed Road) i öster. 
DIC etablerades tillsammans med Dubai Media City (DMC) för att skapa en modernare, servicebaserad ekonomi i Dubai. Det är idag mest känt som platsen för flera internationella kommunikations- och IT-företag, bland andra EMC Corporation, Ericsson, Oracle Corporation, Microsoft och IBM.
Dubai Internet City är cirka 3 km² till ytan och är ett utpräglat modernt industriområde med kontorsbyggnader i en omgivning med parker, sjöar och palmer.